# Scurelle
Scurelle é uma comuna italiana da região do Trentino-Alto Ádige, província de Trento, com cerca de 1.276 habitantes. Estende-se por uma área de 29 km², tendo uma densidade populacional de 44 hab/km². Faz divisa com Pieve Tesino, Castello Tesino, Telve, Cinte Tesino, Bieno, Strigno, Spera, Carzano, Villa Agnedo e Castelnuovo.